# Ptaeroxylon obliquum
Ptaeroxylon obliquum (Sneezewood, que en inglés significa palo de estornudo) es un árbol del género monotípico Ptaeroxylon, perteneciente a la familia de las Rutáceas, de los cítricos. 

## Descripción
Es un arbusto o pequeño árbol de ramas bajas, que alcanza un tamaño de 1-16 (-20) m de altura, es dioico, en su mayoría de hoja caduca y floración por lo general justo antes  o cuando aparecen las hojas nuevas, el tronco tiene ± 30 cm de diámetro a la altura del pecho.

## Distribución y hábitat
Se encuentra en el bosque de hoja perenne asociado con Juniperus, Podocarpus y en matorrales, y bosques abiertos, sobre todo en lugares rocosos, también en los bosques montanos de KwaZulu-Natal (donde el árbol alcanza su mayor tamaño), cerca del nivel del mar hasta los 2000 m altitud.
Se distribuye por Namibia, Botsuana, Suazilandia y Sudáfrica.

## Propiedades
Nativo de África tropical y meridional, su valiosa madera es usada particularmente para cercado y construcción. Es muy dura y también se usa para cargar maquinaria y se dice que es más durable que el cobre o el acero. Los aceites que contiene su madera, así como su dureza, lo convierten en una excelente leña cuya quema es de una prolongada duración.
Los xhosa han hecho tradicionalmente rapé de esta para aliviar los dolores de cabeza

## Taxonomía
Ptaeroxylon obliquum fue descrita por Ludwig Adolph Timotheus Radlkofer y publicado en Sitzungsber. Math.-Phys. Cl. Königl. Bayer. Akad. Wiss. München 20: 165, en el año 1890.
Sinonimia
- Ptaeroxylon utile Eckl. & Zeyh.
- Rhus obliqua Thunb.[5]